# Gommaire Stalpaert
Gummarus Joseph (Gommaire) Stalpaert (Lier, 11 juni 1782 - aldaar, 17 oktober 1843) was een Belgisch politicus van katholieke strekking.

## Biografie
Gummarus Stalpaert, roepnaam Gommaire, werd geboren ten tijde van de Oostenrijkse Nederlanden. Zijn vader Lodewijk Stalpaert (1751-1843) stond bekend als Oostenrijksgezind en was notaris, pleitbezorger en gemeentesecretaris van de stad Lier. Gommaire Stalpaert zelf vestigde zich als advocaat in Lier en was gehuwd met Joanna Theresia de Ram, die verwant was aan Pierre François Xavier de Ram, de eerste rector magnificus van de Katholieke Universiteit Leuven.
In 1820 deed Stalpaert zijn intrede in de politiek, waar hij tot de katholieke strekking behoorde. Dat jaar werd hij verkozen tot gemeenteraadslid van Lier, een functie die hij uitoefende tot in 1842 en waar hij vanaf 1837 ook schepen was. In 1821 werd hij als vertegenwoordiger van de steden eveneens lid van de Provinciale Staten van Antwerpen. Hij bleef dit ambt bekleden tot in 1831, toen de Belgische grondwet van kracht werd.
Bij de omwenteling van 1830 betoonde Stalpaert zich Belgischgezind. In 1830 werd hij verkozen in het Nationaal Congres en in augustus 1831 in de Kamer van volksvertegenwoordigers, maar hij nam uit beide mandaten ontslag, zonder te zetelen. Na de invoering van de Provinciewet werd hij in september 1836 voor het kanton Lier verkozen in de Antwerpse provincieraad. Hij zetelde er tot in 1842, een jaar voor zijn overlijden.